# ニュージャージー・パブリック・ラジオ
ニュージャージー・パブリック・ラジオ（英語: New Jersey Public Radio、略称：NJPR）は米国ニュージャージー州北部をカバーする公共ラジオ4局のネットワークである。ニューヨーク・パブリック・ラジオが所有している。

## 歴史
2011年7月1日に設立されたこのネットワークは、旧ニュージャージー・ネットワーク（NJN）の公共テレビおよび放ラジオ・ネットワークの後継であり、ニュージャージー州の財政政策とネットワークの公的援助金が停止されて、NJNの中で同州北西部のラジオ4局は「ニューヨーク都市圏」にあるので、ニューヨーク・パブリック・ラジオ・ネットワークに買収された。その際、同州南西部のラジオ5局は「フィラデルフィア都市圏」にあるので、フィラデルフィアのWHYYに売却され、テレビ局はNJTVとしてWNETへ合併された形になった。

## ラジオ局
ニュージャージー・パブリック・ラジオには、FMラジオ4局がある。
- WNJY（Netcong, New Jersey）、89.3 MHz
- WNJP（Sussex, New Jersey）、88.5 MHz
- WNJO（ニュージャージー州トムズリバー）、90.3 MHz
- WNJT-FM（ニュージャージー州トレントン）、88.1 MHz

## 参照項目
- ニューヨーク・パブリック・ラジオ
- ナショナル・パブリック・ラジオ
- ニューヨーク都市圏のメディア